# Fuck wit Dre Day (And Everybody's Celebratin')
«Fuck wit Dre Day (And Everybody's Celebratin')» o simplemente «Dre Day», es el segundo sencillo del rapero Dr. Dre, del álbum de 1992 The Chronic que contó con la colaboración de Snoop Doggy Dogg, lanzado como sencillo el 20 de mayo de 1993 por la discográfica Death Row Records, después de retirarse de la discográfica Ruthless Records.

## Antecedentes
Esta canción es un diss track que fue dirigido a los raperos Eazy-E, antiguo compañero de Dr. Dre del grupo N.W.A.; al rapero de la costa este Tim Dog después de que lanzará un sencillo llamado Fuck Compton despreciando la escena del rap e insultando a todos los raperos de la Costa Oeste de los Estados Unidos, y a Luther Campbell del grupo 2 Live Crew. Esto fue uno de los primeros pasos hacia la Rivalidad entre raperos de la Costa Oeste y la Costa Este creándose la famosa pelea entre Death Row Records y Ruthless Records, las dos discográficas de rap más importantes en Los Ángeles durante los años 90.
Después de meses realizada la canción de Dre Day, Eazy E respondió a Dr. Dre y Snoop Doggy Dogg con su sencillo llamado "Real Muthaphuckkin G's" del álbum It's On (Dr. Dre) 187um Killa con la colaboración del rapero B. G. Knocc Out y el rapero Dresta, un año más adelante el rapero Tim Dog respondería a Dr. Dre y Snoop Doggy Dogg con su sencillo de "Bitch With a Perm". Hubo más miembros durante la pelea de las dos discográficas mencionadas, por ejemplo, Tha Dogg Pound realizó su canción "What Would you Do?" en el año 1994, otro ejemplo sería "DPG Killaz" de los raperos B. G. Knooc Out y Dresta en el año 1995.
El conflicto que tuvo al final Dr. Dre e Eazy E terminó en el año 1995 antes de la muerte de Eazy E, haciendo que Dr. Dre y Snoop Doggy Dogg se retirarán de la pelea a causa del respeto que le tuvieron anteriormente a Eazy E; Dre confesó que pudo hacer las paces con él antes de que falleciera. Habían sido grandes amigos anteriormente.

## Lista de canciones
- Side A
- # «Dre Day»
- # «Dre Day» (radio versión)
- # «Puffin' on Blunts and Drankin' Tanqueray» (Lady of Rage, Dat Nigga Daz, and Kurupt)
- Side B
- # «Puffin' on Blunts and Drankin' Tanqueray» (versión instrumental)
- # «Dre Day» (extended mix)
- # «187» (Deep Cover Remix) (Dr. Dre, Snoop Dogg)

Las versiones de casete y vinilo combinan las versiones vocales e instrumentales de "Puffin' on Blunts..." en una pista de doce minutos al final del lado-b.

## Posición en las listas
| Lista                              | Mejor posición |
| ---------------------------------- | -------------- |
| Billboard Hot 100                  | 8              |
| Hot Rap Singles                    | 13             |
| R&B/Hip-Hop Singles & Tracks       | 6              |
| Rhythmic Top 40                    | 6              |
| Hot Dance Music/Club Play          | 29             |
| Hot Dance Music/Maxi-Singles Sales | 1              |

## Samples
- Todos del grupo de funk Parliament:

- Funkentelechy vs. the Placebo Syndrome (Casablanca 1977): "Funkentelechy"
- Motor Booty Affair (Casablanca 1978): "Aquaboogie (A Psychoalphadiscobetabioaquadoloop)"
- Gloryhallastoopid (Casablanca 1979): "The Big Bang Theory"

## Samples posteriores
- "Friday" de Ice Cube

- Datos: Q1530953